# La Plage sanglante
Pour plus de détails, voir Fiche technique et Distribution.
La Plage sanglante (titre original : Blood Beach) est un film américano-hongkongais de Jeffrey Bloom sorti en 1980.

## Synopsis
Alors qu'elle se balade sur une plage, une jeune femme disparaît mystérieusement. Chargé de l'enquête, le capitaine Pearson se rend sur les lieux. Sur place, il retrouve le corps sans tête du chien de la défunte. Peu après, une jeune fille est aspirée dans le sable et se retrouve les pieds arrachés. Accompagné de Harry Caulder, Pearson tient à tout prix à résoudre cette énigme. Il commence par fermer la plage au public. De son côté, le docteur Dimitrios soupçonne l'existence d'un monstre vivant sous le sable. Pendant ce temps, d'autres victimes s'enchaînent...

## Fiche technique
- Titre original : Blood Beach
- Réalisation : Jeffrey Bloom
- Scénario : Jeffrey Bloom d'après une histoire de Jeffrey Bloom et Steven Nalevansky
- Directeur de la photographie : Steve Poster
- Montage : Gary Griffen
- Musique : Gil Mellé
- Production : Steven Nalevansky
- Genre : Film d'horreur, Film de science-fiction
- Pays :  États-Unis,  Hong Kong
- Durée : 92 minutes
- Date de sortie :
  - États-Unis : 23 janvier 1981 (New York), 28 janvier 1981
  - France : septembre 1980 (Festival de Deauville), 29 juillet 1981
  - Hong Kong : 24 juin 1981
- Affiche : Michel Landi (France)

## Distribution
- David Huffman (VF : Patrick Poivey) : Harry Caulder
- Marianna Hill (VF : Annie Balestra) : Catherine Hutton
- Burt Young (VF : Jacques Ferrière) : le sergent Royko
- Otis Young (VF : Robert Liensol) : le lieutenant Piantadosi ('Piano' en VF)
- Lena Poussette (VF : Nadine Delanoë) : Marie
- John Saxon (VF : Bernard Tiphaine) : le capitaine Pearson
- Darell Fetty (VF : Bernard Jourdain) : Hoagy
- Stefan Gierasch (VF : René Bériard) : Dr Dimitrios
- Eleanor Zee : Mrs. Selden
- Pamela McMyer (VF : Martine Messager) : Mrs. Hench
- Harriet Medin : Ruth Hutton
- Mickey Fox (VF : Ginette Franck) : Moose
- Marie Jo Catlett (VF : Jacqueline Porel) : Harriet Crabe, la conseillère municipale
- Laura Burkett : la jeune fille dans le sable